# Liste des députés fédéraux canadiens - H
Cet article contient la liste des députés actuels et anciens à la Chambre des communes du Canada dont le nom commence par la lettre H.
En plus du prénom et du nom du député, la liste contient :
- le parti que le député représentait lors de son élection ;
- le comté et la province où il fut élu.

## Hab - Hal
- Joseph-Alphonse-Anaclet Habel, libéral, Cochrane, Ontario
- Edward Hackett, libéral-conservateur, Prince (Comté de), Île-du-Prince-Édouard
- John Thomas Hackett, conservateur, Stanstead, Québec
- George Haddow, indépendant, Restigouche, Nouveau-Brunswick
- Albert Hagar, libéral, Prescott, Ontario
- Alexander Haggart, conservateur, Winnipeg, Manitoba
- John Graham Haggart, conservateur, Lanark-Sud, Ontario
- David George Hahn, libéral, Broadview, Ontario
- Frederick George Hahn, Crédit social, New Westminster, Colombie-Britannique
- Stanley Haidasz, libéral, Trinity, Ontario
- Robert Henry Halbert, indépendant, Ontario-Nord, Ontario
- Frederick Harding Hale, libéral-conservateur, Carleton, Nouveau-Brunswick
- Alfred Dryden Hales, progressiste-conservateur, Wellington-Sud, Ontario
- Allen Haley, libéral, Hants, Nouvelle-Écosse
- Charles E. Haliburton, progressiste-conservateur, South Western Nova, Nouvelle-Écosse
- James Hall, libéral, Peterborough-Est, Ontario
- Robert Newton Hall, libéral-conservateur, Sherbrooke (Ville de), Québec
- Robert Richard Hall, libéral, Peterborough-Ouest, Ontario
- Walter Allan Hall, libéral, Bruce-Sud, Ontario
- William Samuel Hall, Crédit social, Edmonton-Est, Alberta
- Martha Hall Findlay, libéral, Willowdale, Ontario
- Howard Hadden Halladey, unioniste, Bow River, Alberta
- Maurice Hallé, libéral, Brome—Missisquoi, Québec
- Bruce Halliday, progressiste-conservateur, Oxford, Ontario
- James Halliday, conservateur, Bruce-Nord, Ontario
- George Ernest Halpenny, progressiste-conservateur, London, Ontario

## Ham - Han
- Joseph-Irénée-René Hamel, Bloc populaire canadien, Saint-Maurice—Laflèche, Québec
- Charles-André Hamelin, progressiste-conservateur, Charlevoix, Québec
- Charles James Hamilton, conservateur, Stormont, Ontario
- Francis Alvin George Hamilton, progressiste-conservateur, Qu'Appelle, Saskatchewan
- Frank Fletcher Hamilton, progressiste-conservateur, Swift Current—Maple Creek, Saskatchewan
- Henry Sidney Hamilton, libéral, Algoma-Est, Ontario
- John Borden Hamilton, progressiste-conservateur, York-Ouest, Ontario
- William McLean Hamilton, progressiste-conservateur, Notre-Dame-de-Grâce, Québec
- William James Hammell, progressiste, Muskoka, Ontario
- Robert Leith Hanbidge, progressiste-conservateur, Kindersley, Saskatchewan
- Wilfred Hanbury, libéral, Vancouver—Burrard, Colombie-Britannique
- Art Hanger, réformiste, Calgary-Nord-Est, Alberta
- Adelbert Edward Hanna, conservateur, Lanark-Sud, Ontario
- Charles Edward Hanna, libéral, Hastings-Ouest, Ontario
- Richmond Francis Lionel Hanna, libéral, Edmonton—Strathcona, Alberta
- Hannes Marino Hannesson, conservateur, Selkirk, Manitoba
- Hugh F. Hanrahan, réformiste, Edmonton—Strathcona, Alberta
- Ernest George Hansell, Crédit social, Macleod, Alberta
- Olof Hanson, libéral, Skeena, Colombie-Britannique
- Richard Burpee Hanson, conservateur, York—Sunbury, Nouveau-Brunswick

## Hard - Harq
- Mac Harb, libéral, Ottawa-Centre, Ontario
- Elliott William Hardey, progressiste-conservateur, Kent, Ontario
- Isabel J. Tibbie Hardie, libéral, Territoires du Nord-Ouest, Territoires du Nord-Ouest
- Mervyn Arthur Hardie, libéral, Mackenzie River, Territoires du Nord-Ouest
- Randolph Harding, Nouveau Parti démocratique, Kootenay-Ouest, Colombie-Britannique
- Louise Hardy, Nouveau Parti démocratique, Yukon, Yukon
- Jack Hare, progressiste-conservateur, Saint-Boniface, Manitoba
- John Hargraft, libéral, Northumberland-Ouest, Ontario
- Herbert Thomas (Bert) Hargrave, progressiste-conservateur, Medicine Hat, Alberta
- Douglas Scott Harkness, progressiste-conservateur, Calgary-Est, Alberta
- Archibald Harley, libéral, Oxford-Sud, Ontario
- Harry Cruickshank Harley, libéral, Halton, Ontario
- John Paul Harney, Nouveau Parti démocratique, Scarborough-Ouest, Ontario
- John Harold, unioniste, Brant, Ontario
- Edward (Ed) Harper, réformiste, Simcoe-Centre, Ontario
- Elijah Harper, libéral, Churchill, Manitoba
- Louis George Harper, conservateur, Gaspé, Québec
- Stephen Harper, réformiste, Calgary-Ouest, Alberta
- Maurice James Harquail, libéral, Restigouche, Nouveau-Brunswick

## Harr - Harw
- Hu Harries, libéral, Edmonton—Strathcona, Alberta
- John James (Jack) Harris, Nouveau Parti démocratique, St. John's-Est, Terre-Neuve-et-Labrador
- Joseph Henry Harris, conservateur, York-Est, Ontario
- Lloyd Harris, libéral, Brantford, Ontario
- Richard Harris, réformiste, Prince George—Bulkley Valley, Colombie-Britannique
- Walter Edward Harris, libéral, Grey—Bruce, Ontario
- Charles Robert Harrison, unioniste, Nipissing, Ontario
- Jeremy Harrison, conservateur, Churchill River, Manitoba
- John Hornby Harrison, libéral, Meadow Lake, Saskatchewan
- Robert Alexander Harrison, conservateur, Toronto-Ouest, Ontario
- James (Jim) Alexander Hart, réformiste, Okanagan—Similkameen—Merritt, Colombie-Britannique
- David James Hartigan, libéral, Cap-Breton-Sud, Nouvelle-Écosse
- Maurice Hartt, libéral, Cartier, Québec
- Thomas Aaron Hartt, conservateur, Charlotte, Nouveau-Brunswick
- William Harty, libéral, Kingston, Ontario
- John Harvard, libéral, Winnipeg—St. James, Manitoba
- André Harvey, progressiste-conservateur, Chicoutimi, Québec
- Luc Harvey, conservateur, Louis-Hébert, Québec
- Ross Harvey, Nouveau Parti démocratique, Edmonton-Est, Alberta
- William Harvey, libéral, Elgin-Est, Ontario
- Henry Stanislas Harwood, libéral, Vaudreuil, Québec
- Robert William Harwood, libéral-conservateur, Vaudreuil, Québec

## Has - Haz
- Andrew Haslam, conservateur, Vancouver, Colombie-Britannique
- Horace Haszard, libéral, Queen's Ouest, Île-du-Prince-Édouard
- Heber Harold Hatfield, Gouvernement national, Victoria—Carleton, Nouveau-Brunswick
- Paul Lacombe Hatfield, libéral, Yarmouth et Clare, Nouvelle-Écosse
- Frederick James (Jim) Hawkes, progressiste-conservateur, Calgary-Ouest, Alberta
- John Joseph Hawkins, libéral-conservateur, Bothwell, Ontario
- Laurie Hawn, conservateur, Edmonton-Centre, Alberta
- Francis Wellington Hay, libéral, Perth-Nord, Ontario
- Robert Hay, libéral, Toronto-Centre, Ontario
- Thomas Hay, unioniste, Selkirk, Manitoba
- Sharon Ruth Hayes, réformiste, Port Moody—Coquitlam, Colombie-Britannique
- William Hayhurst, Crédit social, Vegreville, Alberta
- Harry William Hays, libéral, Calgary-Sud, Alberta
- Douglas King Hazen, Gouvernement national, St. John—Albert, Nouveau-Brunswick
- John Douglas Hazen, conservateur, Cité et Comté de Saint-Jean, Nouveau-Brunswick

## Hea - Hep
- Albert Frederick Healy, libéral, Essex-Nord, Ontario
- Thomas Patrick Healy, libéral, Sainte-Anne, Québec
- Daniel James Macdonnell Heap, Nouveau Parti démocratique, Spadina, Ontario
- Abraham Albert Heaps, travailliste, Winnipeg-Nord, Manitoba
- John Hearn, conservateur, Québec-Ouest, Québec
- Loyola Hearn, progressiste-conservateur, St. John's-Ouest, Terre-Neuve-et-Labrador
- Edmund Heath, conservateur, Pontiac, Québec
- Peter Heenan, libéral, Kenora—Rainy River, Ontario
- George Harris Hees, progressiste-conservateur, Broadview, Ontario
- Paul Hellyer, libéral, Davenport, Ontario
- Francis Heselton Helme, libéral, Prince Albert, Saskatchewan
- Richard Coe Henders, unioniste, Macdonald, Manitoba
- Charles Albert Henderson, libéral, Kindersley, Saskatchewan
- David Henderson, conservateur, Halton, Ontario
- George Roland Henderson, libéral, Egmont, Île-du-Prince-Édouard
- Robert James Henderson, progressiste-conservateur, Lambton—Kent, Ontario
- Walter Clarence Henderson, progressiste-conservateur, Cariboo, Colombie-Britannique
- William James Henderson, libéral, Kingston-City, Ontario
- Charles Henry (en), libéral, Rosedale, Ontario
- Robert Henry, conservateur, Brant-Sud, Ontario
- Georges-Henri Héon, conservateur indépendant, Argenteuil, Québec
- Bernard Rickart Hepburn, conservateur, Prince Edward, Ontario
- Mitchell Frederick Hepburn, libéral, Elgin-Ouest, Ontario

## Her - Hil
- Harold Thomas Herbert, libéral, Vaudreuil, Québec
- Elwin Norris Hermanson, réformiste, Kindersley—Lloydminster, Saskatchewan
- Herbert Wilfred Herridge, CCF indépendant, Kootenay-Ouest, Colombie-Britannique
- John Herron (1853-1936), libéral-conservateur, Alerbat (district), Territoires du Nord-Ouest
- John Herron, progressiste-conservateur, Fundy—Royal, Nouveau-Brunswick
- Céline Hervieux-Payette, libéral, Mercier, Québec
- Samuel Rollin Hesson, conservateur, Perth-Nord, Ontario
- Joseph Ingolph Hetland, libéral, Humboldt, Saskatchewan
- Charles Bernhard Heyd, libéral, Brant-Sud, Ontario
- Charles Erastus Hickey, conservateur, Dundas, Ontario
- Patricia (Bonnie) Hickey, libéral, St. John's-Est, Terre-Neuve-et-Labrador
- Robert Nelson David Hicks, progressiste-conservateur, Scarborough-Est, Ontario
- William Harold Hicks, progressiste-conservateur, Fraser Valley, Colombie-Britannique
- Russ Hiebert, conservateur, Surrey-Sud—White Rock—Cloverdale, Colombie-Britannique
- Gordon Francis Higgins, progressiste-conservateur, St. John's-Est, Terre-Neuve-et-Labrador
- Nathaniel Higinbotham, libéral, Wellington-Nord, Ontario
- Kenneth James Higson, progressiste-conservateur, Lincoln, Ontario
- Burton Maxwell Hill, libéral, Charlotte, Nouveau-Brunswick
- Grant Hill, réformiste, Macleod, Alberta
- Jay Hill, réformiste, Prince George—Peace River, Colombie-Britannique
- George Hilliard, libéral-conservateur, Peterborough-Ouest, Ontario
- Howard E. Hilstrom, réformiste, Selkirk—Interlake, Manitoba

## Hin - Hog
- Francis Hincks, libéral-conservateur, Renfrew-Nord, Ontario
- Betty Hinton, Alliance canadienne, Kamloops, Thompson et Highland Valleys, Colombie-Britannique
- Anthony Hlynka, Crédit social, Vegreville, Alberta
- Ramon John Hnatyshyn, progressiste-conservateur, Saskatoon—Biggar, Saskatchewan
- Frederick George Hoblitzell, libéral, Eglinton, Ontario
- Horatio Clarence Hocken, unioniste, Toronto-Ouest, Ontario
- Thomas Hockin, progressiste-conservateur, London-Ouest, Ontario
- Adam King Hodgins, conservateur, Middlesex-Est, Ontario
- Archie Latimer Hodgins, progressiste, Middlesex-Est, Ontario
- George Frederick Hodgins, libéral, Pontiac, Québec
- William Thomas Hodgins, conservateur, Carleton, Ontario
- Clayton Wesley Hodgson, progressiste-conservateur, Victoria, Ontario
- Jake E. Hoeppner, réformiste, Lisgar—Marquette, Manitoba
- Robert Alexander Hoey, progressiste, Springfield, Manitoba
- Andrew Hogan, Nouveau Parti démocratique, Cap-Breton—Richmond-Est, Nouvelle-Écosse
- Douglas Aird Hogarth, libéral, New Westminster, Colombie-Britannique
- Jean-Pierre Hogue, progressiste-conservateur, Outremont, Québec

## Holl - Hor
- Mark Holland, libéral, Ajax—Pickering, Ontario
- Daniel Fulton Hollands, progressiste-conservateur, Pembina, Alberta
- Allan Henry Hollingworth, libéral, York-Centre, Ontario
- John Holmes, libéral-conservateur, Carleton, Ontario
- John Robert Holmes, progressiste-conservateur, Lambton—Kent, Ontario
- Robert Holmes, libéral, Huron-Ouest, Ontario
- Ambrose A. Holowach, Crédit social, Edmonton-Est, Alberta
- Simma Holt, libéral, Vancouver Kingsway, Colombie-Britannique
- Felix Holtmann, progressiste-conservateur, Selkirk—Interlake, Manitoba
- Edward Holton, libéral, Châteauguay, Québec
- Luther Hamilton Holton, libéral, Châteauguay, Québec
- Joshua Attwood Reynolds Homer, libéral-conservateur, New Westminster, Colombie-Britannique
- Karl Kenneth Homuth, conservateur, Waterloo-Sud, Ontario
- Russell Clayton Honey, libéral, Durham, Ontario
- Edmund John Glyn Hooper, libéral-conservateur, Lennox, Ontario
- Edward Nicholas Hopkins, progressiste, Moose Jaw, Saskatchewan
- Leonard Donald Hopkins, libéral, Renfrew-Nord, Ontario
- Albert Ralph Horner, progressiste-conservateur, The Battlefords, Saskatchewan
- Hugh Macarthur Horner, progressiste-conservateur, Jasper—Edson, Alberta
- John Henry Horner, progressiste-conservateur, Acadia, Alberta
- Norval Alic Horner, progressiste-conservateur, Battleford—Kindersley, Saskatchewan
- Robert Nesbitt Horner, progressiste-conservateur, Mississauga-Nord, Ontario
- Edward Allan Horning, libéral, Okanagan-Centre, Colombie-Britannique
- Edward Henry Horsey, libéral, Grey-Nord, Ontario
- Horace Horton, libéral, Huron-Centre, Ontario

## Hos - How
- Henry Alfred Hosking, libéral, Wellington-Sud, Ontario
- William Limburg Houck, libéral, Niagara Falls, Ontario
- Camillien Houde, indépendant, Papineau, Québec
- Frédéric Houde, nationaliste, Maskinongé, Québec
- Charles Frederick Houghton, libéral, Yale, Colombie-Britannique
- Stanley J. Hovdebo, Nouveau Parti démocratique, Prince Albert, Saskatchewan
- Bruce Andrew Thomas Howard, libéral, Okanagan Boundary, Colombie-Britannique
- Charles Benjamin Howard, libéral, Sherbrooke, Québec
- Frank Howard, CCF, Skeena, Colombie-Britannique
- John Power Howden, libéral, Saint-Boniface, Manitoba
- Clarence Decatur Howe, libéral, Port Arthur, Ontario
- Joseph Howe, anti-confédéré, Hants, Nouvelle-Écosse
- William Dean Howe, Nouveau Parti démocratique, Hamilton-Sud, Ontario
- William Marvin Howe, progressiste-conservateur, Wellington—Huron, Ontario
- J. Robert Howie, progressiste-conservateur, York—Sunbury, Nouveau-Brunswick
- William Pierce Howland, libéral-conservateur, York-Ouest, Ontario

## Hub - Huo
- Charles Hubbard, libéral, Miramichi, Nouveau-Brunswick
- John Hubbs, conservateur, Prince Edward, Ontario
- Stanley Hudecki, libéral, Hamilton-Ouest, Ontario
- Jean-Guy Hudon, progressiste-conservateur, Beauharnois—Salaberry, Québec
- Albert Blellock Hudson, libéral, Winnipeg-Sud, Manitoba
- Adam Hudspeth, conservateur, Victoria-Sud, Ontario
- Joseph Fred Hueglin, progressiste-conservateur, Niagara Falls, Ontario
- Edward Blake Huffman, libéral, Kent, Ontario
- James Joseph Hughes, libéral, King's, Île-du-Prince-Édouard
- Kenneth Gardner Hughes, progressiste-conservateur, Macleod, Alberta
- Carol Hughes, Nouveau Parti démocratique, Algoma—Manitoulin—Kapuskasing, Ontario
- Patrick Hughes, libéral, Niagara, Ontario
- Samuel Hughes, libéral-conservateur, Victoria-Nord, Ontario
- Levi William Humphrey, progressiste, Kootenay-Ouest, Colombie-Britannique
- Aylmer Byron Hunt, libéral, Compton, Québec
- John William Gordon Hunter, libéral, Parkdale, Ontario
- Lynn Hunter, Nouveau Parti démocratique, Saanich—Gulf Islands, Colombie-Britannique
- Arthur Ronald Huntington, progressiste-conservateur, Capilano, Colombie-Britannique
- Lucius Seth Huntington, libéral, Shefford, Québec
- Pierre-Gabriel Huot, libéral, Québec-Est, Québec

## Hur - Hy
- Francis Hurdon, conservateur, Bruce-Sud, Ontario
- Kenneth Earl Hurlburt, progressiste-conservateur, Lethbridge, Alberta
- Jeremiah M. Hurley, libéral, Hastings-Est, Ontario
- Hilaire Hurteau, libéral-conservateur, L'Assomption, Québec
- Joseph Raoul Hurtubise, libéral, Nipissing, Alberta
- William James Hushion, libéral, Saint-Antoine, Québec
- William Henry Hutchins, conservateur, Middlesex-Nord, Ontario
- Richard Hutchison, libéral, Northumberland, Nouveau-Brunswick
- William H. Hutchison, libéral, Ottawa (Cité d'), Ontario
- Bruce Hyer, Nouveau Parti démocratique, Thunder Bay—Superior-Nord, Ontario
- Charles Smith Hyman, libéral, London, Ontario
- Keith Reinhardt Hymmen, libéral, Waterloo-Nord, Ontario
- Alonzo Bowen Hyndman, conservateur, Carleton, Ontario